# Adinandra luzonica
Adinandra luzonica är en tvåhjärtbladig växtart som beskrevs av Elmer Drew Merrill. Adinandra luzonica ingår i släktet Adinandra och familjen Pentaphylacaceae. Inga underarter finns listade i Catalogue of Life.